# Un turco napoletano
Un turco napoletano é um filme italiano de 1953, dirigido por Mario Mattoli.
Este filme é a adaptação da farsa Nu turco napulitano (1888) de Eduardo Scarpetta. É o primeiro filme de uma trilogia da obra de Scarpetta, interpretada por Totò, a que se seguiram Miseria e nobiltà e Il medico dei pazzi, ambos de 1954, sempre dirigidos por Mario Mattoli e com Totò no papel de Felice Sciosciammocca.

## Sinopse
O filme começa dando a ideia ao espectador de que é a representação de uma peça num teatro de Nápoles, enquanto o público se acomoda na sala e discute sobre o enredo da comédia. Felice Sciosciammocca (Totò) é levado para a cadeia acusado de um crime que, na realidade, foi cometido por um pobre diabo perseguido pela vítima, um agiota.  Na cadeia Felice familiariza-se com um vigarista chamado Faina (Aldo Giuffrè), que lhe demonstra a sua força partindo os pés de uma cadeira. Quando sabe que foi condenado à morte, Felice aceita a proposta de evasão de Faina, que dobra sem problemas as grades da cela. Mal saem da cadeia, encontram um estranho turco (Vinicio Sofia) pedindo informações sobre como chegar à estação. Percebendo que ninguém conhece o homem, Felice e Faina atacam-no e roubam-no. Faina convence Felice a ir para Sorrento com os documentos do estrangeiro e assumir lá a identidade e o trabalho. Lá, Felice descobre que o turco iria trabalhar na loja de don Pasquale Catone (Carlo Campanini), um homem rico, mas muito ciumento da mulher, Giulietta (Isa Barzizza), e da filha Lisetta (Primarosa Battistella). Don Pasquale realmente esperava um trabalhador estrangeiro que lhe fora prometido pelo importante deputado Cocchetelli (Mario Castellani), o qual precisa da ajuda dele nas eleições que se aproximam e lhe prometera o título de Cavaliere. O deputado envia uma carta a don Pasquale, dizendo que o turco é um eunuco. Don Pasquale, por delicadeza, não tenta confirmar o facto com Felice mas, por sugestão do seu amigo e confidente don Ignazio (Amedeo Girard), coloca-o de guarda à mulher e à filha, garantindo-lhe ainda um grande salário. O homem não compreende a generosidade de Pasquale, mas aceita a oferta e passa a tomar conta de Giulietta, Lisetta, da mulher de Ignazio, Angelica (Franca Faldini) e da empregada Concetta (Anna Campori). É então que aparece Faina, ao qual Felice não menciona o seu esplêndido salário e descobre o amor entre Lisetta e um jovem poeta, escondido de don Pasquale, que a prometera a don Carluccio chamado  "o Homem de Ferro" (Enzo Turco), arrogante sobrinho de don Ignazio. Durante a cerimónia de noivado de Lisetta com Carluccio, Felice seduz tanto Giulietta como Angelica, enquanto todos aguardam em polvorosa a chegada do deputado Cocchetelli e sua esposa (que na realidade é a sua amante, uma bailarina francesa que Felice tinha já visto no teatro). Enquanto Lisetta rompe o noivado, mandando Carluccio para o inferno, Cocchetelli encontra Felice em atitudes íntimas com a sua amante, descobrindo que o homem não é o eunuco que tinha prometido a Pasquale. O político, no entanto, não pode revelar nada do que descobriu, sob pena de ficar em maus lençóis perante o homem rico e influente. Entretanto Faina descobre o rico salário que Felice recebe e resolve vingar-se e denunciando-o a don Pasquale. E quando don Pasquale descarrega toda a sua fúria sobre Felice e o deputado, aparece Carluccio clamando vingança pela afronta que lhe fez Lisetta. Mas Felice enfrenta-o...

## Elenco
- Totò: Felice Sciosciammocca
- Aldo Giuffré: Faina
- Carlo Campanini: Don Pasquale Catone